# Pristimantis caryophyllaceus
Espèce
Synonymes
- Syrrhopus caryophyllaceus Barbour, 1928
- Eleutherodactylus caryophyllaceus (Barbour, 1928)

Statut de conservation UICN

 NT  : Quasi menacé
Pristimantis caryophyllaceus est une espèce d'amphibiens de la famille des Craugastoridae.

## Répartition
Cette espèce se rencontre jusqu'à 1 900 m d'altitude dans l'ouest du Panama et au Costa Rica,.

## Publication originale
- Barbour, 1928 : New Central American frogs. Proceedings of the New England Zoological Club, vol. 10, p. 25–31.